# Camilo Estévez Puga
Camilo Leandro Estévez Puga, nacido en Maside en 1924 y difunto en 1999, fue un religioso gallego, obispo de la Iglesia Cristiana Palmariana de los Carmelitas de la Santa Faz.

## Trayectoria
Fue sacerdote en Rairiz de Veiga hasta 1965. El 11 de enero de 1976 fue consagrado obispo de la Orden de Carmelitas de la Santa Faz en El Palmar de Troya por el arzobispo Pierre Martin Ngô-Dinh-Thuc.